# Live (album Comy)
Live – pierwszy w dorobku polskiego rockowego zespołu Coma album koncertowy. Wydawnictwo zostało wydane w trzech formatach: CD, DVD oraz po raz pierwszy w historii polskiej fonografii w formacie Blu-ray. Koncert został nagrany 9 grudnia 2009 w warszawskiej Arenie Ursynów.
W wydaniu DVD i Blu-Ray, oprócz standardowej listy utworów, jako dodatki ukazały się bisy wykonane na tymże koncercie. Premiera odbyła się 24 marca 2010 roku, nakładem wytwórni muzycznej Mystic Production.
Płyta dotarła do 2. miejsca na liście OLiS w Polsce. Album uzyskał certyfikat złotej płyty, zaś zapis wideo koncertu – platynowej płyty DVD.

## Lista utworów
Muzyka: Coma, słowa: Rogucki.
1. „Intro” – 1:25
2. „Zaprzepaszczone siły wielkiej armii świętych znaków” – 13:44
3. „Pierwsze wyjście z mroku” – 5:57
4. „Drzwi 01” – 0:54
5. „Czas globalnej niepogody” – 3:51
6. „Zero osiem wojna” – 4:36
7. „Chaos kontrolowany” – 5:35
8. „Trujące rośliny” – 6:03
9. „Drzwi 02” – 1:20
10. „Święta” – 5:20
11. „Transfuzja” – 4:21
12. „Zamęt” – 3:30
13. „Drzwi 03” – 0:36
14. „Dyskoteki” – 4:47
15. „Drzwi 04” – 1:07
16. „Nie ma Joozka” – 3:52
17. „Tonacja” – 4:14
18. „System” – 3:31
19. „Skaczemy” – 3:51
20. „Drzwi 05” – 1:09
21. „Schizofrenia” – 7:19
22. „Spadam” – 5:19
23. „Zbyszek” – 14:44
24. „Drzwi 06" – 1:12
25. „Outro" – 1:41

Bonus
1. „Świadkowie schyłku czasu królestwa wiecznych chłopców” – 5:03
2. „100 tysięcy jednakowych miast” – 6:54
3. „Cisza i ogień”
4. „Popołudnia bezkarnie cytrynowe” – 6:27